# Petr Ševčík
Petr Ševčík, född 4 maj 1994 i Jeseník, är en tjeckisk fotbollsspelare som spelar för Slavia Prag. Han representerar även Tjeckiens fotbollslandslag.